# فوتبال در بازی‌های آسیایی ۱۹۹۴
فوتبال یکی از ورزش‌های بازی‌های آسیایی ۱۹۹۴ می‌باشد که از ۱ تا ۱۶ اکتبر ۱۹۹۴ در شهر هیروشیما، ژاپن برگزار شد.
تیم‌های ملی شرکت‌کننده در این مسابقات باید از بازیکنان زیر ۲۳ سال استفاده کنند.